# Frank Shakespeare
Franklin „Frank“ Bradford Shakespeare (* 31. Mai 1930 in Philadelphia) ist ein ehemaliger amerikanischer Ruderer.
Frank Shakespeare war Kadett an der United States Naval Academy in Annapolis und Bugmann des Achters der Akademie. Dieser Achter wurde für die Olympischen Spiele 1952 nominiert. In Helsinki gelangte der US-Achter ungeschlagen ins Finale, dort siegte er mit über fünf Sekunden Vorsprung vor dem sowjetischen und dem australischen Boot. Es war seit 1920 der siebte Olympiasieg in Folge für die amerikanischen Achter.
1953 graduierte Frank Shakespeare in Annapolis und wurde Offizier der United States Navy. 